# 洲埼 (給油艦)
洲埼（すのさき）[I]は、日本海軍の給油船/運送艦(給油艦)。同型艦はない。艦名は千葉県房総半島南西端にある岬の名(現在は洲崎と表記)、東京湾の入口に当たる。艦名は後に洲埼型給油艦1番艦に引き継がれた。

## 概要
1915年（大正4年）度計画の「志自岐」に続いて1916年（大正5年）度の八四艦隊計画により横須賀工廠で建造された。「志自岐」より艦型を拡大して石油搭載量を7割増し、また艦隊随伴が可能なよう速力を14ノットに向上させている。1917年(大正6年)1月13日に製造の訓令が出され、4月4日「洲埼」と命名、11月29日起工、翌1918年(大正7年)6月22日進水、9月26日に竣工した。
本船は汽船「洲埼丸」として大阪商船に運行を委任、貸与され、10月1日に本船を引き渡した。当時はまだ第一次世界大戦が終結しておらず、対外上の配慮として他国領域での軍艦の行動が憂慮されたためである。大戦の終結した翌1919年（大正8年）9月20日に特務船に復帰、本船は9月27日に大阪商船から引き渡しを受けた。
1920年（大正9年）4月1日に特務艦艇類別標準が制定され、本船は特務艦に編入され、運送艦となった。
本船(本艦)の任務は、竣工後の第1回目の輸送は土崎から横須賀への重油輸送だったが、1,809トン搭載で中止し横須賀ヘ帰港、「志自岐」に続いてボルネオ島からの重油輸送の任に就いた。以降1937年（昭和12年）まで一貫してアメリカやボルネオからの石油輸送であった。また1938年（昭和13年）には中国方面にで活動する艦隊への給油活動を行っている。1940年（昭和15年）4月1日に除籍、「廃艦第14号」と仮称された。艦を改修し再就役することが検討されたが、予算の問題で断念され、1942年（昭和17年）に解体された。

## 特務艦長
※『日本海軍史』第9巻・第10巻の「将官履歴」に基づく。階級は就任時のもの。
艤装員長
- 武富咸一 中佐：1918年6月19日 - 1918年8月3日
- （兼）武富咸一 中佐：1918年8月3日 - 1918年9月26日

指揮官
- 武富咸一 中佐：1918年8月3日 - 1918年9月26日
- 太田千尋 中佐：1919年9月20日[31] -

特務艦長
- 太田千尋 中佐：不詳 - 1920年11月15日[32]
- 副島慶一 中佐：1920年11月15日[32] - 1921年7月20日[33]
- 西野作太郎 中佐：1921年7月20日[33] -
- （心得）西野作太郎 中佐：不詳 - 1921年11月15日[34]
- （心得）伊地知清弘 中佐：1921年11月15日 - 1921年12月1日
- 伊地知清弘 大佐：1921年12月1日 - 1922年4月1日
- 田中勇 大佐：1922年4月1日 - 1923年3月5日
- 森山明 大佐：1923年3月5日[35] - 1923年9月1日[36]
- （心得）合田四郎 中佐：1923年9月1日[36] - 1923年11月10日[37]
- （心得）梅田文鹿 中佐：1923年11月10日[37] - 1925年4月15日[38]
- （兼）松井利三郎 中佐：1925年4月15日[38] - 1925年6月15日[39]
- 松井利三郎 中佐：1925年6月15日[39] - 1925年12月1日[40]
- 磯部三男吉 大佐：1925年12月1日[40] - 1926年4月1日[41]
- 津留信人 大佐：1926年4月1日[41] - 1926年11月1日[42]
- 森田弥五郎 大佐：1926年11月1日[42] - 1927年6月25日[43]
- 間崎霞 大佐：1927年6月25日[43] - 1927年11月1日[44]
- 安藤隆 中佐：1927年11月1日[44] - 1928年8月10日[45]
- 井上勝純 中佐：1928年8月10日  - 1929年5月1日[46]
- 曽我清市郎 中佐：1929年5月1日[46] - 1930年4月8日[47]
- 石原戒造 中佐：1930年4月8日[47] - 1930年11月15日[48]
- 太田泰治 中佐：1930年11月15日 - 1931年10月15日
- （兼）本田源三 中佐：1931年10月15日[49] - 1931年11月2日[50]
- 浅野千之介 中佐：1931年11月2日[50] - 1932年2月1日[51]
- （兼）山内大蔵 大佐：1932年2月1日[51] - 1932年12月1日[52]
- 山村実 中佐：1932年12月1日[52] - 1933年11月15日[53]
- 国生行孝 中佐：1933年11月15日[53] - 1934年2月20日[54]
- 阪本敏 中佐：1934年2月20日[54] - 1934年11月15日[55]
- 松山光治 大佐：1934年11月15日 - 1935年10月7日
- 松永貞市 大佐：1935年10月7日 - 1936年4月25日
- 伊藤賢三 大佐：1936年4月25日 - 1936年9月10日
- 上条深志 中佐：1936年9月10日 - 1936年11月2日
- 中尾八郎 中佐：1936年11月2日 - 1937年2月20日
- 松岡知行 大佐：1937年2月20日 - 1937年9月25日
- 小畑長左衛門 大佐：1937年9月25日 - 1938年8月20日
- 早川幹夫 中佐：1938年8月20日 - 1938年11月1日